# Porte de Nevers (Saint-Valery-sur-Somme)
La Porte de Nevers ou « Porte du Bas » est une porte fortifiée de l'enceinte de la ville de Saint-Valery-sur-Somme à l'ouest du département de la Somme.

## Historique
La porte de Nevers a été construite au XVIe siècle en grès, silex et brique. Elle remplace un édifice plus ancien dont les bases sont encore visibles dans l'édifice actuel. Au-dessus de la voûte d'entrée, on peut voir le blason sculpté du duc de Gonzague-Nevers, surmonté de la devise « fides » qui fut celle de la Ville, en souvenir de la participation de la milice communale à la bataille de Bouvines, en 1214.
La porte du bas prit le nom de « porte de Nevers » en l'honneur de Louis IV de Gonzague-Nevers, duc de Nevers qui combattit la Ligue et les Espagnols en Picardie au début du règne d'Henri IV.
En 1907, la porte fut classée monument historique.

## Caractéristiques
C'est un bâtiment de brique et pierre, en élévation, coiffé d'une toiture à deux pans couverte d'ardoise. La façade vers l'extérieur porte encore les emplacements où venaient s'encastrer les montants du pont-levis.
Au-dessus s'élevait le corps de garde. Sous la voûte, on peut encore voir les  traces de rainures marquant le passage de la herse. À droite une poterne  aujourd'hui murée permettait d'accéder directement sur la grève. À gauche, subsiste l’ancien cachot qui accueille à présent des expositions artistiques.